# مطار أتباسار
مطار أتباسار (بالإنجليزية: Atbasar Airport) (إياتا: ATX) هو مطار في كازاخستان يقع على بُعد 5 كيلومترات، شمال أتباسار في أوبليس أكمولا. يحتوي على مُدرج طيران صغير غير مُعبّد مع ممر طائرات على شكل حلقة يؤدي إلى منطقة وقوف صغيرة.